# 十青版畫會
十青版畫會創立於1974年，是推動臺灣現代版畫發展的中堅團體，由十名國立臺灣師範大學美術系學生在版畫家廖修平的鼓勵與影響下共同創立，至今已逾47年。

## 歷史
1973年，被譽為「臺灣現代版畫之父」的版畫家廖修平應母校國立台灣師範大學之邀回國講學，開設「現代版畫」課程，將新式版畫技法引入台灣並推動現代版畫活動。
1974年，受教於廖修平的十名臺師大美術系學生鐘有輝、董振平、林雪卿、林昌德、黃國全、謝宏達、樂亦萍、曾曬淑、崔玉良、何麗容於臺北幼獅畫廊舉辦聯展，隨後決定籌組畫會。由於當時有十名成員，又適逢廖修平榮獲國際青年商會的中華民國十大傑出青年獎，便決議以「十青」做為畫會名稱，成立「十青版畫會」。
十青版畫會自創立後持續吸收國內版畫創作人才，並積極舉辦展覽與版畫推廣活動。會員自學校畢業後，分別投入創作、教職或出國進修，其中董振平、張正仁、梅丁衍前往美國進修，林雪卿前往日本留學，再加上後繼留日的楊成愿、留美的黃郁生與楊明迭等人，於八、九〇年代學成歸國後，相繼投入國內版畫藝術教育場域，為台灣現代版畫的觀念與技法帶來影響與貢獻。

## 歷任會長
十青版畫會的會長採輪流制，在歷任會長的策動下時常舉辦展覽與版畫推廣活動，促進臺灣現代版畫的教育推廣及扎根。
| 任別 | 姓名   | 擔任時間 | 卸任時間 |
| 會長 | 會長   | 會長     | 會長     |
| ---- | ------ | -------- | -------- |
| 1    | 鐘有輝 | 1974年   | 1978年   |
| 2    | 劉洋哲 | 1978年   | 1980年   |
| 3    | 龔智明 | 1980年   | 1982年   |
| 4    | 沈金源 | 1982年   | 1984年   |
| 5    | 賴振輝 | 1984年   | 1986年   |
| 6    | 董振平 | 1986年   | 1988年   |
| 7    | 張正仁 | 1988年   | 1990年   |
| 8    | 楊成愿 | 1990年   | 1992年   |
| 9    | 黃世團 | 1992年   | 1994年   |
| 10   | 彭泰一 | 1994年   | 1996年   |
| 11   | 蔡義雄 | 1996年   | 1998年   |
| 12   | 林雪卿 | 1998年   | 2000年   |
| 13   | 楊明迭 | 2000年   | 2002年   |
| 14   | 林昌德 | 2002年   | 2004年   |
| 15   | 梅丁衍 | 2004年   | 2010年   |
| 16   | 黃郁生 | 2010年   | 2012年   |
| 17   | 羅平和 | 2012年   | 2014年   |
| 18   | 林昭安 | 2014年   | 2016年   |
| 19   | 王振泰 | 2016年   | 2018年   |
| 20   | 徐明豐 | 2018年   | 2020年   |
| 21   | 潘孟堯 | 2020年   | 2022年   |
| 22   | 金炫辰 | 2022年   |          |

## 歷年展覽
- 1974 「十青版畫聯展」，台北幼師藝廊，台灣
- 1974 「十青版畫展」，台北美國新聞處，台灣
- 1975 「十青版畫展」，台北鴻霖畫廊，台灣
- 1975 「十青版畫展」，香港傳達畫廊，香港，中國
- 1976 「76青年版畫大展」，國立台灣藝術教育館、高雄美國新聞處，台灣
- 1976 「十青版畫展」，新代藝術文化中心，台灣
- 1976 「十青版畫會巡迴展」，中國文化大學、清華大學學生活動中心、逢甲學院圖書館，台灣
- 1978 「十青版畫展」，台北美國新聞處林肯中心，台灣
- 1980 「十青80展」，版畫家畫廊，台灣
- 1980 「十青版畫展」，台中第一畫廊，台灣
- 1980 「十青版畫展」，北新澤西州天狼飛藝術中心，美國
- 1981 「十青版畫展」，華岡博物館，台灣
- 1981 「當代中國版畫展」，紐約聖若望大學，美國
- 1982 「十青版畫展」，新加坡國家博物館，新加坡
- 1983 「台北十青版畫展」，台北美國文化中心，台灣
- 1983 「十青版畫展」，台北版畫家畫廊，台灣
- 1984 「十青版畫展」，台中、南投、台南、屏東、澎湖五處文化中心，台灣
- 1984 「新加坡·臺灣現代版畫聯展」，新加坡中華總商會會館，新加坡
- 1985 「新代聯展」，台北福華沙龍，台灣
- 1985 「十青版畫展」，台北福華沙龍，台灣
- 1987 「回顧與前瞻」，台北市立美術館，台灣
- 1987 「第一回中日版畫交流展」，GALLERY VIVANT，日本
- 1988 「第二屆中日版畫交流展」，台北市立美術館，台灣
- 1988 「十青版畫會小品展——尺寸之間的試探」，台北福華沙龍，台灣
- 1989 「十青版畫展」，彰化縣立文化中心，台灣
- 1990 「十青90年代新展望展」，台灣省立美術館，台灣
- 1990 「十青版畫展」，日本千葉市民會館，日本
- 1991 「十青繪畫展」，台北八大畫廊，台灣
- 1991 「台北－北京當代版畫大展」，北京中央美術學院，中國
- 1991 「十青版畫展」，南京藝術學院，中國
- 1991 「第二屆亞洲青年版畫展」，台北福華沙龍，台灣
- 1991 「中國現代版畫研討會作品展」，香港文化會館，香港，中國
- 1992 「十青版畫展」，上海美術館，中國
- 1993 「十青版畫展」，陝西西安美術館，中國
- 1993 「十青版畫會'93年紐約特展」，紐約洋克教育文化藝術中心，美國
- 1993 「十青版畫會上海特展」，上海美術館，中國
- 1993 「中華民國現代版畫展」，哥斯達黎加聖荷西博物館，哥斯達黎加
- 1993 「中美藝術創作交流展」，台北縣立文化中心藝廊，台灣
- 1993 「超越版畫展」，台北玄門藝術中心，台灣
- 1994 「十青版畫會黑龍江特展」，黑龍江省美術館，中國
- 1994 「十青版畫會成都特展」，四川美術展覽館，中國
- 1994 「十青版畫展」，日本靜岡縣立美術館，日本
- 1994 「十青版畫展」，義大利Castello Ducale Palazzo美術館，義大利
- 1994 「1994中日版畫聯展」，國立歷史博物館國家畫廊，台灣
- 1995 「繽紛落版觀大千」，台北國際航空站文化藝廊，台灣
- 1995 「中義版畫交流展」，國立台灣藝術教育館中正藝廊，台灣
- 1995 「十青版畫展」，日本濱松，日本
- 1995 「十青版畫展」，高雄市立中正文化中心，台灣
- 1995 「版畫藝術面面觀」，元智工學院藝廊，台灣
- 1996 「十青版畫展」，台灣藝術學院，台灣
- 1997 「十青版畫展」，加拿大蒙特婁，加拿大
- 1997 「十青版畫展」，台北縣立文化中心，台灣
- 1998 「十青版畫展」，國立政治大學藝文中心，台灣
- 1998 「版畫版種聯展」，高雄福華沙龍，台灣
- 1998 「國際扇面展」，日本東京、京都，日本
- 1999 「十青版畫展」，台東縣立文化中心，台灣
- 1999 「超越版畫的版畫展——十青二十五週年特展」，台北縣立文化中心，台灣
- 1999 「台灣版畫家四個展」，日本東京銀座，日本
- 1999 「十青版畫展」，日本東京目黑美術館縣民藝廊、新宿區Art Collection Comunica畫廊，日本
- 1999 「十青現代版畫展」，台北市立師院美勞教育系藝術館展示中心，台灣
- 2000 「釋放新能量——中日版畫交流展」，桃園縣立文化中心，台灣
- 2000 「韓·中（台灣）現代版畫交流展」，漢陽女子大學，南韓
- 2001 「十青版畫展」，南京藝術學院，中國
- 2001 「十青版畫展」，西安美術學院，中國
- 2001 「十青版畫展」，上海爾冬強藝術中心，中國
- 2001 「十青版畫聯展」，台南市梵藝術中心，台灣
- 2001 「十青版畫會會員聯展」，嘉義縣文化局梅嶺美術館，台灣
- 2002 「中韓國際現代版畫交流展」，台南市立藝術中心，台灣
- 2002 「十青版畫展」，高雄駁二藝術特區，台灣
- 2003 「台灣·韓國——國際現代版畫交流展」，靜宜大學藝術中心，台灣
- 2003 「十青版畫會會員聯展」，桃園縣政府文化局桃園館，台灣
- 2004 「薪心相印——名家版畫聯展」，天使美術館，台灣
- 2004 「台日名家邀請展」，台灣藝術大學品淬廳，台灣
- 2004 「台灣藝術大學版畫教授作品展」，日本文房堂畫廊，日本
- 2004 「台灣藝術大學版畫教授作品展」，台灣藝術大學真善美畫廊，台灣
- 2005 「現代版畫名家邀請展」，何國華紀念美術館籌備處忠藝館，台灣
- 2005 「2005台灣當代藝術家版畫展」，天使美術館，台灣
- 2008 「十青版畫會聯展」，國立台南生活美學館，台灣
- 2010 「十青版畫會藝術家聯展」，國立澎湖科技大學圖資館藝文中心，台灣
- 2010 「『版畫1017』十青版畫36周年與日本版17邀請展」，國立國父紀念館中山國家畫廊，台灣
- 2010 「十青版畫會聯展」，東方技術學院藝術中心，台灣
- 2012 「十青現代版畫展」，台東美術館，台灣
- 2016 「緣起廖修平——十青現代版畫大展」，新莊文化藝術中心，台灣
- 2016 「大河傳承——十青版畫會四十二週年展」，國立歷史博物館，台灣
- 2019 「竹城·版風 十青現代版畫大展」，新竹市文化局梅苑畫廊，台灣
- 2021 「2021十青現代版畫展」，台中市大墩文化中心，台灣